# Archea Pydna
Archea Pydna (griechisch Αρχαία Πύδνα [arˈçɛa ˈpiðna] (f. sg.) ‚Antikes Pydna‘) ist ein kleiner Küstenort der Gemeinde Pydna-Kolindros in der griechischen Region Zentralmakedonien. Der Ort wurde 1981 als Siedlung anerkannt und liegt in unmittelbarer Nähe der antiken makedonischen Hafenstadt Pydna.

## Lage
Archea Pydna liegt weniger als 2 km südlich von Makrygialos am Thermaischen Golf. Ein Teil der Wohnhäuser ist direkt bei der antiken und mittelalterlichen Ausgrabungsstätte Pydna erbaut.

## Geschichte
Die früheste Siedlung der Region reicht zurück bis in die Vor-Dimini-Zeit. Etwa 1,5 km nordwestlich an der Nationalstraße 1 südwestlich von Makrygialos liegt eine spätneolithische Siedlung mit zwei Siedlungsphasen. Während der Bronzezeit wurde die Siedlung etwa 1,5 km südöstlich an die Küste des Thermaischen Golf verlegt. Davon ist aufgrund der Meereserosion nur ein kleiner Teil erhalten. In der frühen geometrischen Zeit erreichte sie ihre maximale Ausdehnung, während die Siedlungsaktivitäten in der archaischen Zeit deutlich zurückgingen.
Im 5. Jahrhundert v. Chr. unter Alexander I. entwickelte sich Pydna zu einer der größten Städte und zum Haupthafen des makedonischen Königreichs. Nach der Zerstörung durch Archelaos I. wurde die Siedlung ins Hinterland verlegt, vermutlich dem heutigen Kitros. Nach der Einnahme durch den athenischen Strategen Timotheos und den kurzzeitigen athenischen Einfluss, kam Pydna während der Herrschaft Philipp II. erneut unter makedonischen Machtbereich. In hellenistischer Zeit war Pydna das bedeutendste städtische Zentrum im Norden Pierias. Nach der Schlacht von Pydna in 168 v. Chr. verlor die Stadt erheblich an Bedeutung. Während der byzantinischen Zeit wurde Pydna unter dem Namen Kitros Bischofssitz. Schließlich wurde die Küstensiedlung im 15. Jahrhundert nach der osmanischen Eroberung aufgegeben.
Der moderne Ort Archea Pydna wurde 1981 als Siedlung der damaligen Landgemeinde Makrygialos (Κοινότητα Μακρυγιάλου Kinótita Makrygiálou) anerkannt. Durch die Fusion mit drei weiteren Landgemeinden im Rahmen der Gebietsreform 1997 kam Archea Pydna zur Gemeinde Methoni, die seit der Verwaltungsreform 2010 den Status eines Gemeindebezirks in der Gemeinde Pydna-Kolindros hat.
Einwohnerentwicklung von Archea Pydna
| 1981 | 1991 | 2001 | 2011 |
| ---- | ---- | ---- | ---- |
| 3    | 19   | 21   | 25   |